# Brallo di Pregola
Brallo di Pregola (lombardul: Bràlu ad Preigöra) település Olaszországban, Lombardia régióban, Pavia megyében. Lakosainak száma 487 fő (2023. január 1.). Brallo di Pregola Cerignale, Corte Brugnatella, Santa Margherita di Staffora, Zerba, Bobbio és Ottone községekkel határos.

## Népesség
A település népességének változása:
| Lakosok száma | 587  | 580  | 487  |
|               | 2017 | 2018 | 2023 |